# 루니 툰
《루니 툰》(영어: Looney Tunes)은 미국 애니메이션의 황금기 중 1930년부터 1969년까지 워너 브라더스에서 제작한 코미디 단편 애니메이션 영화이다.

## 역사
벅스 버니,대피 덕,트위티 버드 등이 나오는 본작은
1947년에서 1969년까지 제작된 단편들이다.
40년대~50년대 사이의 작품들 중에서는 아카데미 단편 애니메이션 상 수상,미국국립영화등록부에 등록된 것들도 있다.

### 단편 애니메이션 제작
워너 브라더스는 레온 슈렝거 스튜디오와 계약하여 루돌프 아이징,휴 허먼에 의해 루니 툰을 제작하게 되었다.
초기 단편 중에서 보스코(Bosko)라는 캐릭터를 주인공으로 한 에피소드 'Sinkin' in the Bathtub(1930)'를 계기로 루니 툰은 크게 인기를 끌기 시작했으며 애니메이션보다 음악에 무게를 둔 파생작품'메리 멜로디즈'도 제작하게 되었다.
하지만 1933년 허먼과 아이징은 워너브라더스와 제작환경과 계약 문제로 마찰을 빚게 되고 그들은 워너브라더스를 떠나게 된다.
그렇게 워너브라더스는 보스코를 비롯한 과거 작품의 판권을 잃어버리게 된다.
그후 본사는 잭 킹과 프리츠 프렐링과 함께 백인소년 '버디'를 주인공으로 한 작품을 만들었으나
큰 반응은 얻지 못했다.

### 전환기
프리츠 프렐링,척 존스 등 마이트 테라스라는 스튜디오에서 작업했던 애니메이션 제작자들은 루니 툰 제작에 참여하면서 본작은 초기의 디즈니 애니메이션 모사에서 벗어나기 시작했다.
음악에서는 작곡가 칼 스탈링이 참여하여 작품에 맞는 음악을 선별하여 작품의 유머와 완성도를 점점 높이게 된다.
성우로는 멜 블랭크가 참여하여 당시 포키 피그 성우의 대역으로 참여함으로써 그의 목소리 연기에 대한 재능이 알려져 이후 벅스 버니,대피 덕 등의 여러 루니 툰 캐릭터들을 혼자 연기했으며 워너브라더스는 멜과 독점계약을 맺게된다.

### 인기 캐릭터들의 등장
보스코의 판권을 잃은 루니 툰은 인기 있는 캐릭터를 만들어낼 필요가 있었다.
프레츠 프렐링이 제작한 에피소드 'I Haven't Got a Hat(1935）'에서 말더듬이 돼지 '포키 피그'가 처음으로 등장하고 에피소드 'Gold Diggers of '49(1936)'를 계기로 포키는 루니 툰을 대표하는 인기 캐릭터가 되었다.

### 중반기
1934년 메리 멜로디스의 에피소드'Honeymoon Hotel'가 컬러로 제작되어 한동안 루니 툰은 흑백인 것에 비해 메리 멜로디스는 계속 컬러로 제작되었다.
하지만 1943년 루니 툰도 에피소드 Puss n' Booty에서부터 컬러를 사용하기 시작했다.

## 주요 캐릭터
- 벅스 버니.회색 굴토끼. 꾀를 잘 부린다.
- 요세미티 샘(Yosemite Sam) : 자칭 전문 총잡이, 덥수룩한 붉은 수염에 키가 작은 남자 캐릭터이다.(키는 설정상 약 50cm 정도로 키가 1m 조차 못되는 땅딸막한 난쟁이다.) 벅스 바니를 잡기위해 애를 쓰지만 항상 그의 장난에 말려들며 결국 사냥을 성공한 적은 거의 없다.
- 대피 덕.검은 오리.정신이 이상함.
- 록키 일당들 : 절도를 잘 하는 편이고 경찰에 자주 붙잡힌다.
- 실베스터 캣(Sylvester) : 트위티를 잡아 먹기위해 부단한 노력을 하지만 성공한 적이 없는 고양이.말할 때 침이 많이 튄다.
- 트위티 버드(Tweety) : 고양이 실베스터가 먹이로 노리는 노란색 카나리아. 딱히 꾀가 많거나 머리가 좋은 건 아니지만 귀여운 외모와 엄청난 운 덕분에 실베스터에게 당한 적이 없다.
- 할머니(Granny) : 실베스터와 트위티의 주인.직업은 나오는 작품에 따라 다르다.알고보면 새계관 최강자.
- 엘머 퍼드(Elmer Fudd) : 사냥꾼. 키가 작고 대머리인 남자 캐릭터이다.(키는 대피 덕 보단 크고 벅스 버니 보단 작다. 다만 때로는 키가 대피 덕 보다 작게 나올때도 있으며 대피 덕과 키가 비슷하게 나올때도 있다.) 벅스 버니의 가장 큰 숙적으로 벅스를 토끼구이로 만들려고 하지만 항상 실패한다.
- 로드 러너(Road Runner) : 달리기가 믿기 힘들 정도로 빠른 새. 말은 못하고 자동차 경적음과 유사한 'Beep!Beep!'이라는 소리만 낼 수 있다.타조과의 새.
- 와일리 E 코요테 : 로드 러너를 잡아먹으려고 하는 코요테.로드 러너를 잡기 위해 여러 가지 작전을 세우며 그 과정에서 애크미사의 물건을 주로 사용한다. 하지만 로드 러너를 잡는 일은 매번 실패한다.
- 스피디 곤잘레스 : 굉장히 빠른 쥐. 멕시코 출신으로 스페인어억양이 강하다.'히바 히바 안달 안달레!'를 입버릇처럼 달고 다닌다.

스피디가 처음 등장했던 에피소드는 스피디를 비롯한 멕시코 쥐들이 국경을 넘으려 하는 내용이었다.이 에피소드는 인종차별 논란이 일어 당시 멕시코의 방송국에서는 이 에피소드를 방영하지 않았다.
- 화성인 마빈 : 로마 군단의 의상을 입은 화성에서 온 외계인.
- 태즈메니안 데빌 : 못 먹는 게 없는 사나운 태즈메이니아 데빌이다.몸을 회전하면서 자신이 노린 대상을 먹어치운다.
- 포그혼 레그혼 : 힘이 세고 용감한 수탉.허세가 심하다.미국 남부 액센트로 말하며 말하기 전에 "I say,I say.."라고 말하는 것이 특징.
- 포키 피그 : 말을 더듬는 게 버릇인 돼지. 가장 의인화되어 나오는 동물 캐릭터로 사냥꾼으로도 자주 나온다.

록키와 먹시(Rocky and Mugsy): 1940년대의 미국 갱스터 2인조. 록키는 키가 매우 작고 자기 몸 만한 크기의 매우 커다란 모자를 쓴 키가 매우 작은 남성이며 먹시는 뚱뚱하고 키가 엄청나게 큰 멍청한 남성 으로 록키의 심복 이자 록키의 멍청한 부하로 늘 록키의 골치를 썩이는 무식하게 힘만 센 록키의 무능한 부하이다.
닉(Nick): 먹시 라는 캐릭터가 등장하기 전에 등장했던 록키의 또다른 부하 이자 록키의 가장 믿음직스러운 유일한 부하. 무능한 부하인 먹시와는 달리 이쪽은 반대로 오히려 록키에게 가장 도움이 되는 존재 중 하나이며 록키에게 절대로 실망감을 주지 않는 유일한 인물이다. 그러나 이 캐릭터는 먹시가 등장한 이후 부터는 전혀 등장하지 않는다.
곰 가족들(Bear Family): 골디락스와 곰 세 마리 이야기를 패러디한 에피소드 에서 등장하는 곰 캐릭터들. 아빠곰은 아빠 인데도 불구하고 아내와 아들 보다 키가 훨씬 작으며 반대로 아기곰은 아기 인데도 불구하고 아빠와 엄마 보다 키가 훨씬 크다. 엄마곰의 경우 엄마곰은 키가 크지도 않고 작지도 않은 딱 중간 정도의 몸집을 지녔다. 캐릭터 포지션 자체는 록키와 먹시와 비슷한데 일단 공통점은 록키와 아빠곰은 키가 매우 작으며 반대로 먹시와 아기곰은 키가 엄청나게 크다는게 공통점. 또다른 공통점 으로는 먹시와 아기곰 둘다 무식하게 힘만 센 무능하고 멍청한 바보 인데다 록키와 아빠곰은 그럴때마다 먹시와 아기곰을 구박하는 것과 록키와 먹시가 체급 차이가 엄청나게 많이 나듯 아기곰과 아빠곰도 록키와 먹시처럼 체급 차이 엄청나게 많이 난다는 것이 공통점. 또한 벅스 버니 에게 털리는 것도 비슷하다. 이쯤되면 그냥 록키와 먹시가 곰으로 변했다고 봐도 될 포지션(...) 곰 가족들의 특징을 나열 해보면 거인 아들과 난쟁이 아빠와 중간 정도의 몸집을 지닌 무표정한 엄마
크러샤: 엄청난 괴력을 지닌 덩치가 매우 큰 레슬링 챔피언
지오반니 존스: 미국의 유명한 오페라 가수
동안 핀스터: 아기의 몸을 가진 30대의 왜소증 미국 갱스터
휴고: 엄청나게 거대한 몸집을 지닌 거대한 예티

## 수상,후보경력
메리 멜로디스 작품도 포함.

### 아카데미 단편 수상작
- Tweetie Pie （1947년）
- For Scent-imental Reasons （1949년）
- Speedy Gonzales(1955년）
- Birds Anonymous(1957년）
- Knighty Knight Bugs(1958년）

### 아카데미 단편 수상후보작
- It's Got Me Again! （1932년）
- Detouring America （1939년）
- A Wild Hare （1940년）
- Hiawatha's Rabbit Hunt （1941년）
- Rhapsody in Rivets （1941년）
- Pigs in a Polka （1942년）
- Greetings Bait （1943년）
- Swooner Crooner （1944년）
- Life with Feathers （1945년）
- Walky Talky Hawky （1946년）
- Mouse Wreckers （1948년）
- From A To Z-z-z-z （1953년）
- Sandy Claws(1954년)
- Tabasco Road （1957년）
- Mexicali Shmoes （1959년）
- Mouse and Garden （1960년）
- High Note(1960년）
- Beep Prepared （1961년）
- Nelly's Folly （1961년）
- Now Hear This （1963년）

### 미국 국립영화 등록부
미국국립영화보존위원회가 선정하여 미국 의회도서관에 영구보존이 정해진 루니 툰의 작품목록.
- What's Opera, Doc?（1957년,선정연도：1992년）
- Duck Amuck（1953년,선정연도：1999년）
- Porky in Wackyland （1938년,선정연도：2000년）
- One Froggy Evening（1955년,선정연도：2003년）

### The 50 Greatest Cartoons
애니메이션 평론가 제리 벡이 1994에 저술한 애니메이션 단편영화 평서.1000명의 전문작가들에 의해 루니 툰의 50작품을 선정하고 순위를 매긴것. 루니 툰에서는 아래의 17개의 작품이 랭킹에 선정되었다.괄호 안은 제작연도와 순위를 정리한 것이다.
- What's Opera, Doc?（1957년,1위）
- Duck Amuck(1953년,2위）
- Duck Dodgers in the 24½th Century（1953년,4위)
- One Froggy Evening（1955년,5위）
- Porky in Wackyland （1938년,8위）
- Rabbit of Seville（1950년,12위）
- The Great Piggy Bank Robbery （1946년,16위）
- Coal Black and de Sebben Dwarfs （1943년,21위）
- Rabbit Seasoning (1952년,30위）
- The Scarlet Pumpernickel（1950년,31위）
- You Ought to Be in Pictures （1940년,34위）
- Ali Baba Bunny（1957년,35위）
- Feed the Kitty(1952년,36위）
- Little Red Riding Rabbit （1944년,39위）
- Book Revue （1956년,45위）
- A Corny Concerto( 1943년,47위）
- The Dover Boys （1942년,9위）

## 후속작

### TV 시리즈
- 벅스 버니 쇼 (1960-2000)
- 포키 피그 쇼 (1964-1967)
- 로드 러너 쇼 (1966-1973)
- The Looney Tunes Show (2002-2005)
- 타이니 툰 (1990-1995)
- 플러키 덕 쇼 (1992)
- 개구쟁이 태즈 (1991-1995)
- 수수께끼 명탐정 실베스터와 트위티 (1995-2002)
- 베이비 루니 툰 (2002-2005)
- 덕 다저스 (2003-2005)
- 루나틱스 언리시드 (2005-2007)
- 루니 툰 - 벅스 버니와 대피 덕 (2011-2014)
- 뉴 루니 툰 (2015-2020)
  - 웨빗 (2015-2020) - 2015년 10월 5일 미국 카툰 네트워크에서 첫 방영
- 루니 툰 카툰 (2020-2024)
- 벅스 버니 빌더스 (2022-)
- 타이니 툰 루니버시티 (2023-)

### 영화
- Bugs Bunny's Super Star (1975)
- 벅스 버니/로드 러너 무비 (1979)
- 더 루니 루니 루니 벅스 버니 무비 (1981)
- 벅스버니의 1001일 야화 (1982)
- 대피 덕의 환상의 섬 (1983)
- 누가 로저 래빗을 모함했나 (1988)
- 대피 덕의 꽥꽥 특공대 (1988)
- 그렘린 2 (1990)
- 스페이스 잼 (1996)
- The Looney Tunes Hall of Fame (1999)
- 트위티의 대모험 (2000)
- 루니툰: 백 인 액션 (2003)
- 스쿠비 두 2: 몬스터 대소동 (2004)
- Bah, Humduck! A Looney Tunes Christmas (2006)
- 루니 툰: 래빗 런 (2015)
- 스페이스 잼: 새로운 시대 (2021)
- 칩과 데일: 다람쥐 구조대 (2022)
- 킹 트위티 (2022)
- 루니 툰: 지구가 폭발한 날 (2024)
- 코요테 vs. 애크미 (2026)

### 단편 영화
- 아이 타우트 아이 타우 어 푸디 탓 (2011)
- 다피의 랩소디 (2012)